# Берил, Степан Иорданович
Степан Иорданович Берил (род. 20 января 1951) — доктор физико-математических наук, профессор, президент Приднестровского государственного университета  имени Т. Г. Шевченко, действительный член Российской академии естественных наук, председатель приднестровского отделения РАЕН.

## Биография
По национальности — болгарин. Родился в Сибири в семье репрессированного болгарина из Бессарабии. По возвращении на родину, окончил школу, вступил в ВЛКСМ. Окончил Кишинёвский государственный университет (1973). Работал в Институте прикладной физики Академии наук МССР. Кандидат физико-математических наук (1979), доктор наук (1991). С 1991 года — заведующий кафедрой теоретической физики Приднестровского Государственного Университета им. Т. Г. Шевченко, с 1996 года по 11 июля 2014 года являлся ректором Приднестровского университета, потом занял должность исполняющего обязанности Почётного Президента университета. В декабре 2014 года был утвержден в должности Почётного президента университета сроком на пять лет. В апреле 2017 года подавляющим большинством голосов был избран на пост ректора государственного университета.

## Научно-преподавательская редакционная работа
Он опубликовал более 350 научных и научно-методических работ, две монографии, зарегистрировано научное открытие (совместно с Е. П. Покатиловым и В. М. Фоминым), которое положило начало новому направлению в области экспериментальной физики (1999).

## Награды
- Медаль Пушкина (9 октября 2017 года, Россия) — за заслуги в укреплении дружбы и сотрудничества между народами, плодотворную деятельность по сближению и взаимообогащению культур наций и народностей[7]
- Орден Республики (ПМР) (2015)[8]
- Почётная грамота Правительства ПМР (2015)[9]
- В 2000 году Президиум РАЕН наградил Почётным знаком им. В. Н. Татищева «За пользу Отечеству» и медалью Академии «Автору научного открытия им. П. Л. Капицы»
- Медаль «За трудовую доблесть»
- Орден «Трудовая слава»
- Орден Почёта
- Орден «За заслуги» I степени (2014 год)[3]
- Орден Дружбы (2010 год, Южная Осетия)[10]
- Орден святителя Иннокентия митрополита Московского и Коломенского III степени
- Лауреат Государственной премии ПМР в области науки и техники
- Нагрудный знак Министерства иностранных дел ПМР «За вклад в развитие международных связей»[11]
- 5 июня 2009 года был вручен диплом Почётного профессора социологического факультета Московского государственного университета им. М. В. Ломоносова и знак «За вклад в развитие социологического образования в России»[12]
- Медаль «За верность Долгу и Отечеству»[13]
- Лауреат государственного конкурса Приднестровской Молдавской Республики «Человек года-2017» в номинации «Специальная» (2018 год)[14]

## Труды
- Astrophysics Data System
- Российская государственная библиотека